# Oleguer Miró i Borràs
Oleguer Miró i Borràs (Manresa (Barcelona), 1849-1926) fue un escritor y médico español. El 27 de septiembre de 1898 leía el discurso de inauguración de la Sociedad Médico-Farmacéutica de los Santos Cosme y Damián. Fue presidente del Centro Excursionista de la Comarca de Bages durante los años 1910-1913 y 1922-1923.

## Literatura
Una de sus ocupaciones principales fue la literatura a la que dedicó buena parte de su vida, publicó el libro Aforística mèdica popular catalana confrontada con la de otras lenguas. Esta fue la obra cumbre de Oleguer, un médico-escritor que tuvo una larga actividad en el mundo cultural de la Cataluña de finales del siglo XIX y principios del XX. Cabe decir que la preparación de la aforística le llevó casi veinte y cinco años de dedicación. Junto con su amigo Leonci Soler i March, escribieron el libro histórico Estada de Sant Ignasi a Catalunya.

## Obra literaria
- Aforística mèdica popular catalana
- La Misteriosa Llum
- Receptari de Manresa
- Biografía del Dr. Francisco Piguiüem
- Calendari de Catalunya, publicado por la Casa Jorba en 1916
- El Pare Jaume Nonell
- Salut i Feina
- El Receptari de Manresa i la mort de l'Infant En Jaume, Comte d'Urgell
- La Mare de Déu de la Gleva
- Manresa i Sant Ignasi 1883
- Estada de Sant Ignasi a Catalunya, junto con Leonci Soler i March.